# طريقة إيجين للتنبؤ
طريقة إيجين للتنبؤ (Egain forecasting) تعد طريقة للتحكم في تدفئة المبنى من خلال حساب الطلب على طاقة التدفئة التي يجب استخدامها مع المبنى في كل وحدة زمنية. ومن خلال الجمع بين فيزياء الأبنية وعلم الطقس، يمكن أن يتم وضع خصائص المبنى والأحوال الجوية، بما في ذلك درجات الحرارة الخارجية، وطاقة الرياح واتجاهها، بالإضافة إلى الإشعاع الشمسي في الاعتبار. وفي حالة التحكم التقليدي في التدفئة، لا يتم وضع إلا درجة الحرارة الخارجية فقط في الاعتبار.
وقد تمثلت نقطة الانطلاق لتطوير طريقة إيجين للتنبؤ في نموذج توازن الطاقة الحسابي ENLOSS الذي وضعه البروفيسور روجير تايسلر
 من المعهد السويدي للأرصاد الجوية والهيدرولوجيا بالتعاون مع ثوربجورن جايزر وستيفان برجلوند، اللذين يعملان حاليًا في eGain Sweden AB. وقد تم طرح طريقة التنبؤ هذه للاستخدام في أواخر ثمانينيات القرن العشرين.
وحتى عام 2010، وبما في ذلك هذا العام ذاته، تم تقديم طريقة التنبؤ هذه في حوالي سبعة ملايين متر مربع من الأرضيات في المباني السكنية والمقار التجارية. وتشير البيانات التقديرية إلى انخفاض بمقدار 10 - 15 كيلو وات ساعة/م2 من متوسط استهلاك الطاقة الحرارية سنويًا. وحيث إن طريقة التنبؤ تحتوي على معلومات حول الطلب المستقبلي ولا تتعارض مع الطرق الأخرى المتعلقة بزيادة فاعلية الطاقة، فإنها غالبًا ما تكون بمثابة حل طليعي جيد.

## طريقة إيجين للتنبؤ من ناحية الممارسة العملية
فيما يتعلق بالاستخدام العملي لطريقة التنبؤ، في الغالب يعتاد متلقو التنبؤات التي يتم التحكم فيها عن بعد على إرسال واستلام البيانات من خلال شبكة خدمة لاسلكي الحزم العامة (GPRS) أو النظام العالمي للمواصلات الجوالة (GSM). وبالتالي، فإن متلقي التنبؤات يتحكمون في إمكانية تشغيل لوحات التحكم المركبة في المباني، والتي تقوم بضبط توزيع الطاقة الحرارية في نظام التدفئة في منشأة ما.
ومؤخرًا، بدأ استخدام مسجلات خاصة للطقس عن بعد بالإضافة إلى متلقي التنبؤات. وتقوم مسجلات الطقس بقياس درجة حرارة الهواء والرطوبة بدقة عالية، ثم يتم إرسال القياسات في الوقت الفعلي إلى متلقي التنبؤات التي تتصل بها. ونقطة التحول في التقانة هذه تعني توفير رؤية أكثر تفصيلاً للموقف وتوفير إمكانيات أفضل لتحكم المستخدمين في طريقة التنبؤ.

## وصلات خارجية
- eGain نسخة محفوظة 4 مارس 2012 على موقع واي باك مشين.